# Ida Villumsen
Ida Villumsen (født 30. november 1994) er en dansk tidligere professionel kajakroer. Sammen med Henriette Engel Hansen, Emma Aastrand Jørgensen og Amalie Thomsen kvalificerede hun sig og blev udtaget til OL i Rio de Janeiro 2016 i firerkajak. Ved OL deltog hun desuden i 500 m toerkajak sammen med Amalie Thomsen, hvor de blev nummer 4 i B-finalen og samlet nummer 12. I 500 m firerkajak opnåede kvartetten en samlet sjetteplads i A-finalen. 
Efter OL blev firerkajakken splittet, idet to af roerne valgte at stoppe karrieren, mens en tredje valgte at satse på en karriere i enerkajakken. Et års tid efter OL valgte Villumsen også at stoppe sin karriere.